# Boodes
Boodes (altgriechisch Βοώδης) war ein Mitglied des Senats von Karthago. Er nahm am Ersten Punischen Krieg (264–241 v. Chr.) teil und kommandierte einen Teil der Flotte, die 260 v. Chr. unter Führung von Hannibal Gisko in der Schlacht bei den Liparischen Inseln die römische Flotte besiegte. Nach der Schlacht nahm Boodes den römischen Konsul Gnaeus Cornelius Scipio Asina gefangen (Quelle: Polybios 1, 21, 6).